# Crème de cassis

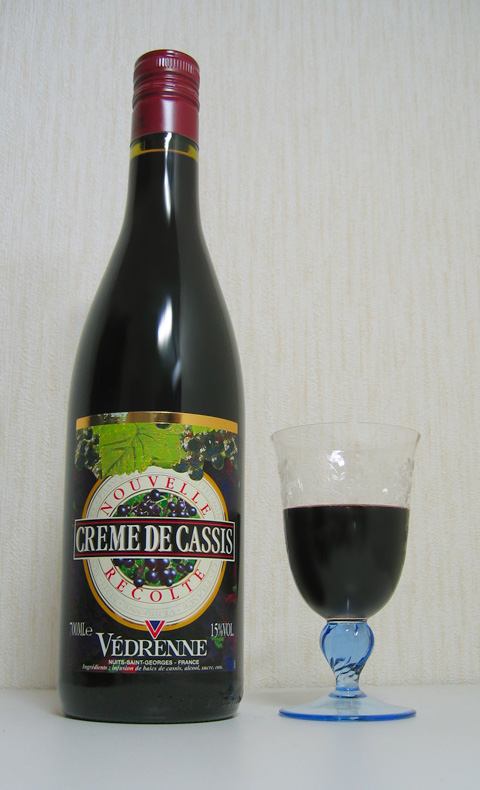

Crème de cassis – likier z czarnych porzeczek produkowany w Burgundii. 
We Francji nie pije się go w stanie czystym, jest podstawą licznych koktajli, należących do grupy aperitifów, z których część jest nazywanych kir. Nazwa pochodzi od nazwiska Felixa Kira, który był merem Dijon w latach 1945–68. 
W latach powojennych producenci likierów walczyli o przetrwanie ich produktu. Felix Kir, jako mer, każdego gościa częstował koktajlem z białego wina i likieru z czarnych porzeczek. Ten prosty zabieg marketingowy pozwolił przetrwać lokalnym producentom.